# Мала Усть-Уренка
Мала Усть-Уренка (рос. Малая Усть-Уренка) — присілок в Карсунському районі Ульяновської області Російської Федерації.
Населення становить 1 особу. Входить до складу муніципального утворення Карсунське міське поселення.

## Історія
Від 2004 року входить до складу муніципального утворення Карсунське міське поселення.

## Населення
| 2010 |
| ---- |
| 1    |